# Cap Corwin

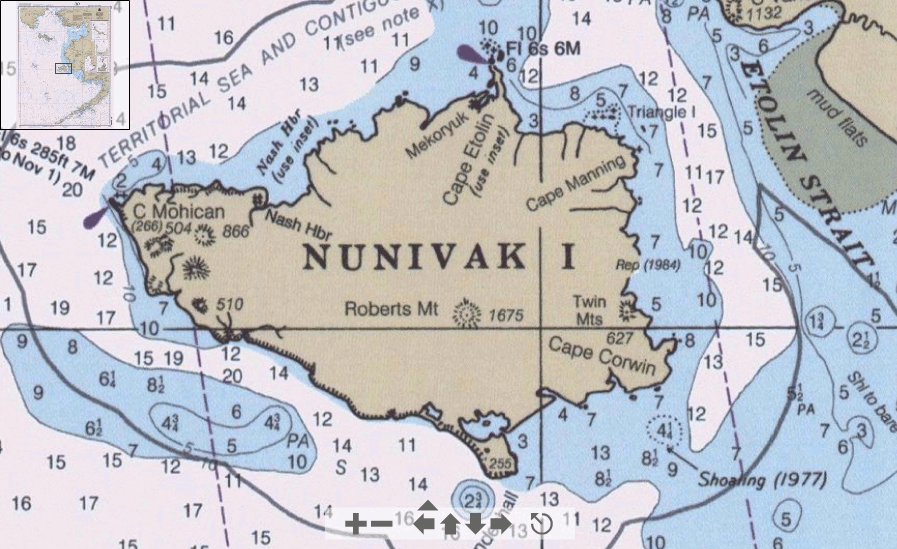
Position du cap Corwin sur l'île Nunivak.

Le cap Corwin est situé en Alaska, aux États-Unis dans la région de recensement de Bethel. C'est l'entrée nord-ouest du détroit Etolin sur l'Île Nunivak dont il représente l'extrémité orientale.
Son nom provient de celui du navire Thomas Corwin qui naviguait sur la mer de Béring en 1885.